# Handebol nos Jogos Pan-Americanos de 2011 - Feminino
O torneio feminino de handebol nos Jogos Pan-Americanos de 2011 ocorreu entre 15 e 23 de outubro no Ginásio San Rafael. Oito equipes participaram do evento, onde a campeã se classificou para os Jogos Olímpicos de 2012, em Londres.

## Medalhistas
|  | BRA Brasil |  | ARG Argentina |  | DOM República Dominicana |
|  | Eduarda Amorim Bárbara Arenhart Moniki Bancilon Francine Cararo Deonise Cavaleiro Fernanda da Silva Fabiana Diniz Alexandra Nascimento Mayara Moura Daniela Piedade Silvia Helena Pitombeira Jéssica Quintino Samira Rocha Ana Paula Rodrigues Chana Masson |  | María Belotti Valeria Bianchi María Decilio Bibiana Ferrea Lucia Haro Valentina Kogan Antonela Mena Luciana Mendoza Manuela Pizzo María Romero Noelia Sala Luciana Salvado Silvina Schlesinger Solange Tagliavini Silvana Totolo |  | Mariela Andino Mariela Céspedes Mari Colón Cari Domínguez Mileidys García Judith Granado Crisleydy Hernández Carolina López Yndiana Mateo Nancy Peña Johanna Pimentel Jessica Sierra Suleidi Suárez Yacaira Tejeda Debora Torreira |

## Formato
As oito equipes foram divididas em dois grupos de quatro equipes. Cada equipe enfrentou as outras no mesmo grupo, totalizando três jogos. As duas primeiras colocadas de cada grupo se classificaram as semifinais e as restantes para jogos de definição do quinto ao oitavo lugar. Nas semifinais, as vencedoras disputaram a final e as perdedoras a medalha de bronze.

## Primeira fase
|  | Equipes classificadas à fase final            |
|  | Equipes classificadas à disputa de 5–8º lugar |

Todas as partidas seguem o fuso horário local (UTC-6).

### Grupo A
| Seleção        | P | J | V | E | D | GP | GC | SG  |
| -------------- | - | - | - | - | - | -- | -- | --- |
| ARG Argentina  | 6 | 3 | 3 | 0 | 0 | 87 | 60 | +27 |
| MEX México     | 4 | 3 | 2 | 0 | 1 | 55 | 63 | –8  |
| PUR Porto Rico | 2 | 3 | 1 | 0 | 2 | 76 | 84 | –8  |
| CHI Chile      | 0 | 3 | 0 | 0 | 3 | 63 | 74 | –11 |

| 15 de outubro | Argentina       | 35 – 26          | Porto Rico        | Ginásio San Rafael, Guadalajara |
| 15:00         | María Decilio 7 | (18–8) Relatório | Natalys Ceballo 7 | Árbitro: BRA de Souza, Paz      |

| 15 de outubro | México               | 18 – 17         | Chile                            | Ginásio San Rafael, Guadalajara |
| 20:00         | Guadalupe Saavedra 5 | (8–7) Relatório | Inga Feuchtmann, María Musalem 4 | Árbitro: BRA Pinto, Menezes     |

| 17 de outubro | Chile             | 20 – 28          | Argentina                       | Ginásio San Rafael, Guadalajara |
| 15:00         | Inga Feuchtmann 7 | (8–20) Relatório | Bibiana Ferrea, María Decilio 6 | Árbitro: BRA de Souza, Paz      |

| 17 de outubro | Porto Rico     | 22 – 23           | México            | Ginásio San Rafael, Guadalajara |
| 18:00         | Ciris García 8 | (15–13) Relatório | Yesenia Salinas 6 | Árbitro: URU González, Prieto   |

| 19 de outubro | Porto Rico                     | 28 – 26           | Chile                              | Ginásio San Rafael, Guadalajara |
| 15:00         | Sheila Hiraldo, Ciris García 7 | (17–15) Relatório | Inga Feuchtmann, Daniela Canessa 5 | Árbitro: BRA Pinto, Menezes     |

| 19 de outubro | Argentina       | 24 – 14         | México          | Ginásio San Rafael, Guadalajara |
| 20:00         | María Decilio 7 | (8–7) Relatório | Blanca Flores 4 | Árbitro: URU González, Prieto   |

### Grupo B
| Seleção                  | P | J | V | E | D | GP  | GC  | SG  |
| ------------------------ | - | - | - | - | - | --- | --- | --- |
| BRA Brasil               | 6 | 3 | 3 | 0 | 0 | 125 | 43  | +82 |
| DOM República Dominicana | 3 | 3 | 1 | 1 | 1 | 75  | 82  | –7  |
| URU Uruguai              | 3 | 3 | 1 | 1 | 1 | 75  | 91  | –16 |
| USA Estados Unidos       | 0 | 3 | 0 | 0 | 3 | 60  | 119 | –59 |

| 15 de outubro | Brasil               | 50 – 10          | Estados Unidos | Ginásio San Rafael, Guadalajara |
| 13:00         | Fernanda da Silva 10 | (23–6) Relatório | Julia Sayer 3  | Árbitro: MEX Durán, Guzmán      |

| 15 de outubro | República Dominicana             | 24 – 24           | Uruguai      | Ginásio San Rafael, Guadalajara |
| 18:00         | Judith Granado, Mariela Andino 6 | (10–14) Relatório | Paula Fynn 7 | Árbitro: ARG Marina, Minore     |

| 17 de outubro | Estados Unidos   | 26 – 33           | República Dominicana | Ginásio San Rafael, Guadalajara |
| 13:00         | Karoline Borg 10 | (16–11) Relatório | Judith Granado 10    | Árbitro: CAN Pellerin, Martin   |

| 17 de outubro | Uruguai                      | 15 – 43          | Brasil              | Ginásio San Rafael, Guadalajara |
| 20:00         | Paula Fynn, Jussara Castro 3 | (5–20) Relatório | Fernanda da Silva 6 | Árbitro: PUR Pérez, Guzmán      |

| 19 de outubro | Brasil              | 32 – 18           | República Dominicana | Ginásio San Rafael, Guadalajara |
| 13:00         | Fernanda da Silva 8 | (19–11) Relatório | Judith Granado 6     | Árbitro: CAN Pellerin, Martin   |

| 19 de outubro | Estados Unidos                                       | 24 – 36           | Uruguai           | Ginásio San Rafael, Guadalajara |
| 18:00         | Morgan Thorkelsdottir, Karoline Borg, Sarah Gascon 5 | (12–17) Relatório | Jussara Castro 10 | Árbitro: PUR Pérez, Guzmán      |

## Fase final
|  | Classificação 5º–8º lugar | Classificação 5º–8º lugar |    |                       | 5º lugar              | 5º lugar |  |
|  |                           |                           |    |                       |                       |          |  |
|  | 21 de outubro – 10:00     |                           |    |                       |                       |          |  |
|  | PUR Porto Rico            | 29                        |    |                       |                       |          |  |
|  | USA Estados Unidos        | 27                        |    |                       |                       |          |  |
|  |                           |                           |    |                       |                       |          |  |
|  |                           |                           |    |                       | 23 de outubro – 12:30 |          |  |
|  |                           |                           |    |                       | PUR Porto Rico        | 27       |  |
|  |                           | CHI Chile                 | 31 |                       |                       |          |  |
|  |                           |                           |    |                       |                       |          |  |
|  |                           |                           |    |                       |                       |          |  |
|  |                           |                           |    |                       | 7º lugar              |          |  |
|  | 21 de outubro – 17:30     | 21 de outubro – 17:30     |    | 23 de outubro – 10:00 | 23 de outubro – 10:00 |          |  |
|  | URU Uruguai               | 30                        |    | USA Estados Unidos    | 23                    |          |  |
|  | CHI Chile                 | 32                        |    |                       | URU Uruguai           | 30       |  |

### Classificação 5º–8º lugar
| 21 de outubro | Porto Rico        | 29 – 27           | Estados Unidos     | Ginásio San Rafael, Guadalajara |
| 10:00         | Sheila Hiraldo 10 | (17–15) Relatório | Kathleen Darling 6 | Árbitro: URU González, Prieto   |

| 21 de outubro | Uruguai           | 30 – 32           | Chile             | Ginásio San Rafael, Guadalajara |
| 17:30         | Jussara Castro 10 | (18–15) Relatório | Inga Feuchtmann 8 | Árbitro: BRA de Souza, Paz      |

|  | Semifinais               | Semifinais            |    |                       | Final                          | Final |  |
|  |                          |                       |    |                       |                                |       |  |
|  | 21 de outubro – 12:30    |                       |    |                       |                                |       |  |
|  | BRA Brasil               | 43                    |    |                       |                                |       |  |
|  | MEX México               | 12                    |    |                       |                                |       |  |
|  |                          |                       |    |                       |                                |       |  |
|  |                          |                       |    |                       | 23 de outubro – 20:00          |       |  |
|  |                          |                       |    |                       | BRA Brasil                     | 33    |  |
|  |                          | ARG Argentina         | 15 |                       |                                |       |  |
|  |                          |                       |    |                       |                                |       |  |
|  |                          |                       |    |                       |                                |       |  |
|  |                          |                       |    |                       | 3º lugar                       |       |  |
|  | 21 de outubro – 20:00    | 21 de outubro – 20:00 |    | 23 de outubro – 17:30 | 23 de outubro – 17:30          |       |  |
|  | ARG Argentina            | 19                    |    | MEX México            | 31                             |       |  |
|  | DOM República Dominicana | 18                    |    |                       | DOM República Dominicana (pro) | 33    |  |

### Semifinais
| 21 de outubro | Brasil                               | 43 – 12          | México               | Ginásio San Rafael, Guadalajara |
| 12:30         | Daniela Piedade, Fernanda da Silva 6 | (20–5) Relatório | Nashelly Jaramillo 3 | Árbitro: CAN Pellerin, Martin   |

| 21 de outubro | Argentina            | 19 – 18           | República Dominicana | Ginásio San Rafael, Guadalajara |
| 20:00         | Solange Tagliavini 3 | (11–11) Relatório | Judith Granado 8     | Árbitro: ESP Raluy, Sabroso     |

### Disputa pelo 7º lugar
| 23 de outubro | Estados Unidos  | 23 – 30           | Uruguai         | Ginásio San Rafael, Guadalajara |
| 10:00         | Karoline Borg 6 | (11–12) Relatório | Ornella Palla 9 | Árbitro: CAN Pellerin, Martin   |

### Disputa pelo 5º lugar
| 23 de outubro | Porto Rico     | 27 – 31           | Chile                        | Ginásio San Rafael, Guadalajara |
| 12:30         | Ciris García 7 | (14–17) Relatório | Paula Cajas, María Musalem 6 | Árbitro: MEX Durán, Guzmán      |

### Disputa pelo bronze
| 23 de outubro | México          | 31 – 33 (pro)            | República Dominicana | Ginásio San Rafael, Guadalajara |
| 17:30         | Blanca Flores 7 | (14–15; 28–28) Relatório | Nancy Peña 10        | Árbitro: BRA Pinto, Menezes     |

### Final
| 23 de outubro | Brasil                 | 33 – 15          | Argentina                        | Ginásio San Rafael, Guadalajara |
| 20:00         | Alexandra Nascimento 8 | (15–5) Relatório | María Decilio, Luciana Mendoza 4 | Árbitro: PUR Pérez, Guzmán      |

| Brasil | Argentina |

## Classificação final
| Pos.              | Equipe                   | Campanha (V–E–D) |
| ----------------- | ------------------------ | ---------------- |
| Medalha de ouro   | BRA Brasil               | 5–0–0            |
| Medalha de prata  | ARG Argentina            | 4–0–1            |
| Medalha de bronze | DOM República Dominicana | 2–1–2            |
| 4                 | MEX México               | 2–0–3            |
| 5                 | CHI Chile                | 2–0–3            |
| 6                 | PUR Porto Rico           | 2–0–3            |
| 7                 | URU Uruguai              | 2–1–2            |
| 8                 | USA Estados Unidos       | 0–0–5            |